# The Secret Formula (film 1914)
The Secret Formula è un cortometraggio muto del 1914. Il nome del regista non viene riportato nei credit del film che aveva tra gli interpreti Carlyle Blackwell.
Prodotto dalla Kalem, venne distribuito dalla General Film Company.

## Produzione
Il film fu prodotto dalla Kalem Company.

## Distribuzione
Distribuito dalla General Film Company, il film - un cortometraggio in due bobine - uscì nelle sale statunitensi il 20 aprile 1914.